# Liste der Autobahnkreuze und -dreiecke in Schleswig-Holstein
Die Liste der Autobahnkreuze und -dreiecke in Schleswig-Holstein enthält alle Knotenpunkte von Bundesautobahnen auf dem Gebiet von Schleswig-Holstein.

## Beschreibung
Durch Schleswig-Holstein verlaufen insgesamt zehn Autobahnen: Mit rund 144 km ist die Bundesautobahn 7 (Handewitt – Bönningstedt) die längste Autobahn des Bundeslandes. Weitere überregionale Autobahnen, die zumindest teilweise durch Schleswig-Holstein verlaufen, sind die Bundesautobahn 1 (Heiligenhafen – Oststeinbek) mit rund 118 km, die Bundesautobahn 23 (Heide – Halstenbek) mit rund 93 km, die Bundesautobahn 24 (Barsbüttel – Gudow) mit rund 46 km, die Bundesautobahn 20 (Bad Segeberg – Groß Grönau) mit rund 40 km und die Bundesautobahn 25 mit rund 4 km. Ausschließlich durch Schleswig-Holstein verlaufen die Bundesautobahn 21 (Stolpe – Hammoor) auf rund 53 km, sowie die kleineren Zubringerautobahnen A 210, A 215 und A 226.
Diese Autobahnen treffen innerhalb Schleswig-Holsteins siebenmal aufeinander, davon zweimal als Autobahndreieck (beide als Autobahngabelungen ausgeführt) und fünfmal als Autobahnkreuz. Allein vier der Knotenpunkte liegen an der A 1. Drei dieser Bauwerke befinden sich im Ballungsraum der Landeshauptstadt Kiel (Kiel-West, Bordesholm, Rendsburg), zwei im Ballungsraum Lübeck (Lübeck, Bad Schwartau) und eines an der Stadtgrenze zur Hansestadt Hamburg (Hamburg-Ost). Das Kreuz Bargteheide befindet sich zwischen Hamburg und Lübeck.

## Geschichte
Die Geschichte des Autobahnbaus in Schleswig-Holstein beginnt am 13. Mai 1937 mit der Eröffnung des rund 50 km langen Teilstücks der A 1 zwischen Hamburg-Horn und Lübeck-Zentrum. Bereits ein Jahr später wurde die A 1 bis zur Anschlussstelle Lübeck-Siems (heutige A 226) verlängert sowie der kurze Abzweig bis zur Anschlussstelle Seeretz errichtet. Somit entstand auch der Eutiner Abzweig (das heutige Dreieck Bad Schwartau) als erster Knotenpunkt in Schleswig-Holstein. Weitere Bauvorhaben wurden durch den Zweiten Weltkrieg unterbrochen.
Erst 1969, also rund 31 Jahre später, konnte mit der A 7 zwischen Neumünster-Nord und Großenaspe der nächste Autobahnabschnitt im nördlichen Bundesland fertiggestellt werden. Bis 1978 war die A 7 zwischen der Grenze zu Dänemark und Hamburg komplett befahrbar. Ebenfalls im Jahre 1978 wurde das Kreuz Hamburg-Ost durch die Verkehrsfreigabe des östlichen Arms A 24 komplettiert.
Anlässlich der im Rahmen der Olympischen Sommerspiele 1972 in Kiel ausgetragenen Segelwettbewerbe wurde die A 210 als Zubringerautobahn zur A 7 errichtet und durch das Autobahndreieck Bordesholm an letztere angebunden.
Zwischen 1975 und 1980 wurde die A 1 zwischen Bad Schwartau und Oldenburg in Holstein fertiggestellt, seit den 2000er Jahren konnten bis Heiligenhafen-Ost weitere Abschnitte freigegeben werden.
Ende der 1980er Jahre konnten die Bundesautobahnen 23, 24, 25 und 210 dem Verkehr übergeben werden, auf schleswig-holsteinischem Gebiet entstanden infolgedessen die Kreuze Rendsburg und Kiel-West.
Durch die Aufstufung der vierstreifig ausgebauten Bundesstraße 404 zur BAB 21 im Jahre 1998 entstand das Kreuz Bargteheide.
Nach der Wende stieg das Verkehrsaufkommen zwischen alten und neuen Bundesländern, was den Bau neuer Autobahnen erforderlich machte. Um den Ostseeraum besser zu erschließen, wurde die Autobahn 20 als der längste zusammenhängende Neubau einer Bundesautobahn seit 1945 errichtet und 2001 (Ostteil) bzw. 2009 (Westteil) an die A 1 bei Lübeck angebunden.
Im Bundesverkehrswegeplan 2030 sind mit der Westverlängerung der A 20 und dem Südteil der A 21 zwei Neubauprojekte enthalten, die den Bau weiterer Knotenpunkte erforderlich machen. So ist es geplant, dass die A 20 (von Ost nach West) die A 21 bei Bad Segeberg, die A 7 bei Schmalfeld und die A 23 bei Steinburg kreuzen soll. Die A 21 soll Knotenpunkte mit der A 24 bei Schwarzenbek und der A 25 bei Geesthacht erhalten.

## Legende
- Karte: zeigt eine Lagekarte des Autobahndreiecks oder Autobahnkreuzes.
- Name/Lage: nennt den Namen und verlinkt die Geokoordinaten des Bauwerks. Die Grundsortierung der Liste erfolgt nach den eigentlichen Namen, nicht nach der Baubezeichnung.
- Straßen: nennt die Straßen, die der Knotenpunkt miteinander verbindet.
- Eröffnung: gibt das Jahr der Verkehrsfreigabe an.
- Beschreibung: liefert Informationen zum Autobahndreieck oder Autobahnkreuz, beispielsweise zur Bauform und den sich kreuzenden Autobahnen.
- Verkehr: gibt die durchschnittliche Anzahl an Kraftfahrzeugen pro Tag an, die den Knotenpunkt befahren.[1]
- Bild: zeigt ein Bild des Bauwerks, entweder als Luftbildaufnahme oder als Abbildung einer Richtungstafel innerhalb des Knotenpunkts.

## Liste
| Karte | Name/Lage                            | Straßen               | Eröffnung | Beschreibung | Verkehr     | Bild |
| ----- | ------------------------------------ | --------------------- | --------- | --- | ----------- | ---- |
|       | Autobahndreieck Bad Schwartau (Lage) | A1 · A226 · E47       | 1938      | Das Dreieck Bad Schwartau ist der älteste Knotenpunkt Schleswig-Holsteins. Es ist als Autobahngabelung angelegt. | 062.000 KFZ |      |
|       | Autobahnkreuz Lübeck (Lage)          | A1 · A20 · E22 · E47  | 2001/2009 | Das Kreuz Lübeck ist als Kleeblatt angelegt. Es stellt einen Knotenpunkt von Europastraßen dar, es endet die Europastraße 47 an der Europastraße 22. | 100.000 KFZ |      |
|       | Autobahnkreuz Bargteheide (Lage)     | A1 · A21 · B404 · E22 | 1998      | Das Kreuz Bargteheide stellt zurzeit den Endpunkt der A 21 dar, eine südliche Verlängerung ist aber im aktuellen Bundesverkehrswegeplan enthalten. Es ist als unvollständiges Kleeblatt angelegt.                                                                        | 097.000 KFZ |      |
|       | Autobahnkreuz Hamburg-Ost (Lage)     | A1 · A24 · E22 · E26  | 1963      | Das Kreuz Hamburg-Ost ist als Linienlösung angelegt, eine zum Zeitpunkt der Eröffnung in Deutschland einmalige Bauform. Diese musste aufgrund des spitzen Winkels gewählt werden, in dem die beiden Autobahnen aufeinandertreffen.                                       | 148.000 KFZ |      |
|       | Autobahnkreuz Rendsburg (Lage)       | A7 · A210 · E45       | 1987      | Das Kreuz Rendsburg ist als Kleeblatt angelegt. | 072.000 KFZ |      |
|       | Autobahndreieck Bordesholm (Lage)    | A7 · A215 · E45       | 1971      | Die westliche Richtungsfahrbahn der A 215 verläuft bis zu ihrer Einmündung ca. 2 km parallel zur A 7. Das Dreieck Bordesholm ist als Autobahngabelung angelegt. | 067.000 KFZ |      |
|       | Autobahnkreuz Kiel-West (Lage)       | A210 · A215           | 1987      | Das Kreuz Kiel-West ist, da dort die A 210 an der A 215 endet, eigentlich ein Autobahndreieck. Jedoch wurde der Mettenhofzubringer mitangebunden und aufgrund der daraus resultierenden aufwändigen Bauform (Kleeblatt mit halbdirekter Rampe) ist es ein Autobahnkreuz. | 069.000 KFZ |      |

## Geplante oder in Bau befindliche Knotenpunkte
| Karte | Name/Lage                                | Straßen         | Geplante Eröffnung | Beschreibung                                                                                          |
| ----- | ---------------------------------------- | --------------- | --- | --- |
|       | Autobahnkreuz Schmalfeld (Lage)          | A7 · A20 · E45  | unbekannt (im Planänderungsverfahren) | |
|       | Autobahnkreuz Bad Segeberg (Lage)        | A20 · A21       | unbekannt (Planfeststellungsbeschluss 2024 erwartet) | Die A 20 wird im Bereich der bisherigen Anschlussstellen Bad Segeberg-Nord und -Süd die A 21 kreuzen. |
|       | Autobahnkreuz Steinburg                  | A20 · A23       | unbekannt (im Planänderungsverfahren) | |
|       | Autobahnkreuz Schwarzenbek/Grande (Lage) | A21 · A24 · E26 | unbekannt (abhängig von der Realisierung des Ausbaus zwischen Bargteheide und Trittau; Bauvorleistungen wurden beim dreistreifigen Ausbau der B 404 errichtet) | Ausbau der bestehenden Anschlussstelle mit der B 404 geplant                                          |
|       | Autobahndreieck Geesthacht               | A21 · A25       | unbekannt | |